# Suigō-Tsukuba-Quasi-Nationalpark
Der Suigō-Tsukuba-Quasi-Nationalpark (japanisch 水郷筑波国定公園, Suigō-Tsukuba Kokutei Kōen) ist ein Quasi-Nationalpark in Japan. Der 1959 gegründete Park weist eine Gesamtfläche von ca. 350 km² auf. Verwaltet wird der Park von den Präfekturen Ibaraki und Chiba. Mit der IUCN-Kategorie V ist das Parkgebiet als Geschützte Landschaft/Geschütztes Marines Gebiet klassifiziert. Die Präfekturen Chiba und Ibaraki sind für die Verwaltung des Parks zuständig.
Innerhalb des Quasi-Nationalparks befindet sich der Kasumigaura-See.